# Bukówek (gmina)
Bukówek – dawna gmina wiejska istniejąca w latach 1945–1954 w woj. wrocławskim (dzisiejsze woj. dolnośląskie). Siedzibą władz gminy był Bukówek.
Gmina Bukówek powstała po II wojnie światowej na terenie tzw. Ziem Odzyskanych (tzw. II okręg administracyjny – Dolny Śląsk). 28 czerwca 1946 gmina – jako jednostka administracyjna powiatu średzkiego – weszła w skład nowo utworzonego woj. wrocławskiego.
Według stanu z 1 lipca 1952 gmina składała się z 16 gromad: Bukówek, Cesarzowice, Chełm, Ciechów, Dębice, Jarosław, Karnice, Michałów, Ogrodnica, Pęczków, Piersno, Samborz, Szymanów, Ujazd Dolny, Ujazd Górny i Wrocisławice. Gmina została zniesiona 29 września 1954 wraz z reformą wprowadzającą gromady w miejsce gmin. Jednostki nie przywrócono 1 stycznia 1973 wraz z kolejną reformą reaktywującą gminy, a jej dawny obszar wszedł głównie w skład nowej gminy Środa Śląska.